# Ctimene magata
Ctimene magata är en fjärilsart som beskrevs av Felder 1874. Ctimene magata ingår i släktet Ctimene och familjen mätare. Inga underarter finns listade i Catalogue of Life.